# أرون هولبرت
أرون هولبرت (بالإنجليزية: Aaron Holbert)‏ هو لاعب كرة قاعدة أمريكي، ولد في 9 يناير 1973 في توررانسي في الولايات المتحدة.

## وصلات خارجية
- أرون هولبرت على موقعبيزبول رفرنس.كوم (الدوري الرئيسي) (الإنجليزية)
- أرون هولبرت على موقعبيزبول رفرنس.كوم (الدوري الثانوي) (الإنجليزية)